# Carina Terberl
Carina Terberl (* 19. Oktober 1982) ist eine ehemalige deutsche Fußballspielerin.

## Karriere
Die 172 cm große Terberl bestritt als Mittelfeldspielerin in der Saison 2000/01 19 Punktspiele für den FFC Flaesheim-Hillen in der Bundesliga und gab ihr Debüt am 29. Oktober 2000 (3. Spieltag) bei der 0:2-Niederlage im Auswärtsspiel gegen die Sportfreunde Siegen.
Im Wettbewerb um den DFB-Pokal erreichte sie mit ihrer Mannschaft das Finale, das im Olympiastadion Berlin – als Vorspiel zum Männerfinale – vor 30.000 Zuschauern am 26. Mai 2001 mit 1:2 gegen den 1. FFC Frankfurt verloren wurde.

## Erfolge
- DFB-Pokal-Finalist 2001